# Producto agroalimentario tradicional
Los Prodotti agroalimentari tradizionali italiani (productos agroalimentarios tradicionales italianos) (PAT) son productos incluidos en una adecuada lista, predispuesto por el Ministerio de las Políticas Agrícolas, Comestibles y Forestales con la colaboración de las Regiones.
En 2019, hay 5.128 productos PAT en Italia, y entre todas las regiones la que detiene el mayor número de productos agroalimentares protegidos es la Campania con 531 especialidades registradas.

## La política agraria "de calidad"
La agricoltura italiana ha tenido que afrontar el escenario de la política agrícola de la Unión Europea empezando de condiciones claramente desfavorecidas.
La agricoltura moderna, extremadamente dirigida hacia la mecanización, solicita extensiones de terreno llano que faltan en Italia, sea por la configuración natural orográfica, sea por el antropizzazione empujado territorio. A estas causas se unen muchos males endémicos de la agricoltura italiana.
Para reaccionar a esta situación el Ministerio de las Políticas Agrícolas, Comestibles y Forestales ha decidido apostar claramente a sectores de nicho, valorizando los productos tradicionales en cuyo productos agrícolas o de la cría fueron trabajados según antiguas recetas.
El requisito para ser reconocidos como Productos Agroalimentarios Tradicional (PAT) es ser
« ottenuti con metodi di lavorazione, conservazione e stagionatura consolidati nel tempo, omogenei per tutto il territorio interessato, secondo regole tradizionali, per un periodo non inferiore ai venticinque anni ».
Pro es lo mismo ministerio a reconocer que estos productos de nicho, de producción limitadas en términos cuantitativos y relativos a áreas territoriales muy estrechas, tales de no justificar una DOP o una IGP, encuentrano muchas reservas en sede de Unión Europea. Esta en línea de principio es contraria a estas producciones y prohíbe la grabación de marcas colectivas que contengan un nombre geográfico. El temor es que se equivoquen con los productos DOP e IGP.
El ministerio ha renunciado a un papel activo, delegando tales tareas a las regiones,y conservando a sí mismo, solo un papel de control y aquel de la finca oficial del libro. Común a nivel nacional es la sudivisión por categoría: productos lechero-queseros, productos a base de carne, productos hortofrutícolas y cereales, productos de horno y dulceros, bebidas alcohólicas, destilados.
En la lista no hay los prductos condecorados marca DOP o IGP, mientras que existe una cierta categoría intermedia de los productos por los cuales es en curso la instrucción de un reconocimiento europeo.

## Cuadro legislativo
- D.Lgs. n° 173 del 30/04/1998: “Disposizioni in materia di contenimento dei costi di produzione e per il rafforzamento strutturale delle imprese agricole, a norma dell'articolo 55, commi 14 e 15, della L. 27 de diciembre de 1997, n. 449”, Art. n° 8 – Comma n° 1, publicado en la G.U.R. I. n° 129 del 05/06/1998
- D.M. n° 350 del 08/09/1999: “Regolamento recante norme per l'individuazione dei prodotti tradizionali di cui all'articolo 8, comma 1, del decreto legislativo 30 aprile 1998, n. 173”, publicado en la G.U.R. I. n° 240 del 12/10/1999
- Circ. MIPAF n° 10/63885 del 21/12/1999: “Criteri e modalità per la predisposizione degli elenchi delle regioni e delle province autonome dei prodotti agroalimentari tradizionali – D.M. 8 settembre 1999, n. 350”
- Circ. Sanità n° 11/99 del 1999
- Circ. MIPAF n° 2 del 24/01/2000: “Criteri e modalità per la predisposizione degli elenchi delle regioni e delle province autonome dei prodotti agroalimentari tradizionali – D.M. 8 settembre 1999, n. 350. D.M. 18/07/2000 Elenco nazionale dei prodotti agroalimentari tradizionali”, publicada en la G.U.R. I. n° 194 del 21/08/2000, Suplemento Ordinario n° 130
- D.M. del 25/07/2000: “Definizione delle deroghe relative ai prodotti tradizionali in attuazione del comma 2 dell'art. 8 del decreto legislativo 30 aprile 1998, n. 173”, publicado en la G.U.R. I. n° 184 del 08/08/2000
- D.M. del 28/03/2001 “Costituzione del Comitato per la valorizzazione del patrimonio alimentare italiano”, publicado en la G.U.R. I. n° 99 del 30/04/2001
- D.D. del 08/05/2001: “Prima revisione dell'elenco nazionale dei prodotti agroalimentari tradizionali”, publicado en la G.U.R. I. n° 147 del 14/06/2001, Suplemento Ordinario n° 136
- D.D. del 19/06/2001: “Integrazione dell'allegato al decreto ministeriale 8 maggio 2001 "Prima revisione dell'elenco nazionale dei prodotti agroalimentari tradizionali"”, publicado en la G.U.R.I. n° 161 del 13/07/2001
- D.M. del 14/09/2001: “Applicazione del Regolamento (CE) n. 1623/2000. Modalità per il rispetto dell'obbligo dei produttori vinicoli di consegnare le fecce e le vinacce alla distillazione o di inviarle alla distruzione sotto controllo”, Art. n° 4 – Comma n° 2 – Lett. B, publicado en la G.U.R. I. n° 259 del 07/11/2001
- D.D. del 14/06/2002: “Seconda revisione dell'elenco nazionale dei prodotti agroalimentari tradizionali”, publicado en la G.U.R. I. n° 167 del 18/07/2002, Suplemento Ordinario n° 144
- D.D. del 30/07/2002: “Rettifica dell'elenco allegato al decreto ministeriale 14 giugno 2002, recante "Seconda revisione dell'elenco nazionale dei prodotti agroalimentari tradizionali"”, publicado en la G.U.R.I. n° 192 del 17/08/2002
- D.D. del 06/09/2002: “Rettifica al decreto ministeriale 30 luglio 2002 e modifica dell'elenco allegato al decreto ministeriale 14 giugno 2002, recante "Seconda revisione dell'elenco nazionale dei prodotti agroalimentari tradizionali"”, publicado en la G.U.R.I. n° 223 del 23/09/2002

- D.D. del 25/07/2003: “Terza revisione dell'elenco nazionale dei prodotti agroalimentari tradizionali”, publicado en la G.U.R. I. n° 141 del 29/08/2003, Suplemento Ordinario n° 200
- D.M. del 01/08/2003: “Modifica del decreto 14 settembre 2001 al fine di esonerare taluni produttori dall'obbligo di consegnare le fecce e le vinacce alla distillazione obbligatoria”, publicado en la G.U.R. I. n° 207 del 06/09/2003
- D.D. del 04/09/2003: “Modifica dell'elenco allegato al decreto ministeriale 25 luglio 2003, recante «Terza revisione dell'elenco nazionale dei prodotti agroalimentari tradizionali»”, publicado en la G.U.R.I. n° 213 del 13/09/2003

- Com. MIPAF del 15/10/2003, publicado en la G.U.R.I. n° 240 del 15/11/2003
- D.M. del 22/07/2004: “Quarta revisione dell'elenco nazionale dei prodotti agroalimentari tradizionali”, publicado en la G.U.R. I. n° 251 del 18/08/2004, Suplemento Ordinario n° 193
- D.D. del 12/10/2004: “Integrazione dell'elenco allegato al decreto ministeriale 22 luglio 2004, recante: «Quarta revisione dell'elenco nazionale dei prodotti agroalimentari tradizionali»”, publicado en la G.U.R.I. n° 251 del 25/10/2004
- D.D. del 18/07/2005: “Quinta revisione dell'elenco nazionale dei prodotti agroalimentari tradizionali”, publicado en la G.U.R. I. del 28/07/2005, Suplemento Ordinario n° 174
- D.M. del 02/05/2006: “Modifica del decreto ministeriale 14 settembre 2001, contenente le disposizioni per il ritiro sotto controllo dei sottoprodotti della vinificazione per la produzione dei prodotti agroalimentari tradizionali”, publicado en la G.U.R. I. n° 147 del 27/06/2006
- D.D. n° 64370 del 10/07/2006: “Sesta revisione dell'elenco nazionale dei prodotti agroalimentari tradizionali”, publicado en la G.U.R. I. del 20/07/2006, Suplemento Ordinario n° 167
- D.D. n° 8627 del 19/06/2007: “Settima revisione dell'elenco nazionale dei prodotti agroalimentari tradizionali”, publicado en la G.U.R. I. n° 147 del 27/06/2007, Suplemento Ordinario n° 146
- D.D. n° 1563 del 16/06/2008: “Ottava revisione dell'elenco nazionale dei prodotti agroalimentari tradizionali”, publicado en la G.U.R. I. n° 151 del 30/06/2008, Suplemento Ordinario n° 157
- D.D. n° XXX del 05/06/2009: “Nona revisione dell'elenco nazionale dei prodotti agroalimentari tradizionali”, publicado en la G.U.R. I. n° 149 del 30/06/2009, Suplemento Ordinario n° 157
- D.D. n° XXX del 16/06/2010: “Decima revisione dell'elenco nazionale dei prodotti agroalimentari tradizionali”, publicado en la G.U.R. I. n° 154 del 05/07/2010, Suplemento Ordinario n° 145
- D.D. n° XXX del 17/06/2011: “Undicesima revisione dell'elenco nazionale dei prodotti agroalimentari tradizionali”, publicado en la G.U.R.I. n° 159 del 11/07/2011, Suplemento Ordinario n° 167
- D.M. 07/06/2012: “XII Dodicesima revisione dell'elenco nazionale dei prodotti agroalimentari tradizionali”, publicado en la G.U.R.I. n° 142 del 20/06/2012, Suplemento Ordinario n° 124